# District de Jiangjun
Le district de Jiangjun (chinois traditionnel : 將軍區 ; pinyin : jiāngjūn qū ; anglais : Jiangjun District) est un district de la municipalité spéciale de Tainan.

## Histoire
Le nom Jiangjun (litt. « général ») est dérivé du titre du général Shi Lang, en service pendant la dynastie Qing. En reconnaissance de ses campagnes militaires sur l'île de Taïwan, la cour impériale lui octroie la propriété d'un territoire sur cette île ; ce dernier est alors désigné comme domaine du marquis Shi.
Pendant la période de domination japonaise, ces terres sont saisies et deviennent une propriété publique sous le nom de Jiangjyun Jhuang. Après la Seconde Guerre mondiale, les villages sont rassemblés sous une nouvelle entité, le canton de Jiangjun.
Le 25 décembre 2010, alors que le comté de Tainan fusionne avec la ville de Tainan, le canton de Jiangjun est restructuré en tant que district de Jiangjun.

## Géographie
Le district couvre une superficie de 43 km2.